# 日本保健医療社会学会
日本保健医療社会学会（にほんほけんいりょうしゃかいがっかい、The Japanese Society of Health and Medical Sociology）は、1989年に設立された学会である。保健医療の社会学的研究の発展、交流及び共同研究の推進をはかることを目的としている。

## 概要
- 設　立　1989年
- 事務局　東京都新宿区山吹町358-5アカデミーセンター内[1]
- 大　会　年1回
- 機関紙　『保健医療社会学論集』（年2回発行）[2]

## 園田賞
（この節の出典）
元名誉会員である、故・園田恭一氏の遺族からの寄付の申し出に基づき、園田氏の遺志に添うべく若手の保健医療社会学者の育成に資するために、2012年に創設された学会奨励賞。
対象となるのは、当該年度に発行された本学会機関誌『保健医療社会学論集』に掲載された若手研究者による論文（総説、原著、研究ノート）であり、「若手研究者」とは、著者（共著の場合は筆頭著者と読みかえる）の年齢が35歳未満であるか、また研究歴が10年未満とみなせるものを指す。
- 第18回学会奨励賞（2023年）大江 祐介 第34巻1号掲載　入退院を繰り返す慢性心不全患者の経験に関する質的研究
- 第17回学会奨励賞（2022年）池田 岳大 第33巻2号掲載　職業威信スコアに見る医療・福祉関連専門職の序列構造の推移およびその要因―ジェンダーの視点から―
- 第16回学会奨励賞（2021年）木矢 幸孝 第32巻2号掲載「軽度」とされる患者の困難性―球脊髄性筋萎縮症による身体機能の衰えの感受に着目して―
- 第15回学会奨励賞（2020年）柏﨑 郁子 第31巻2号掲載「人生の最終段階」における無益性の解釈とAdvance Care Planning
- 第14回学会奨励賞（2019年）河村 裕樹 第30巻2号掲載「摂食障害者」であることの説明実践――相互行為としてのインタビューにおける自己呈示――
- 第13回学会奨励賞（2018年）李 怡然 第29巻1号掲載　ゲノム医療時代における「知らないでいる権利」
- 第12回学会奨励賞（2017年）該当者なし
- 第11回学会奨励賞（2016年) 野島 那津子（第27巻2号掲載診断のパラドックス――筋痛性脳脊髄炎／慢性疲労症候群及び線維筋痛症を患う人々における診断の効果と限界）
- 第10回学会奨励賞（2015年)   岡田 祥子（第26巻2号掲載　「利用者と保護者双方へのケアの論理―知的障害者通所施設職員の語りから―」）
- 第9回学会奨励賞（2014年) 石田 絵美子（第25巻1号掲載「筋ジストロフィー病棟に暮らす患者たちの経験 ―青年期の患者たちとスタッフの「かかわり」の経験に注目して―」）
- 第8回学会奨励賞（2013年）南 貴子（第24巻1号掲載「生殖補助医療の法制度化において「取り残された子」の出自を知る権利――オーストラリア・ビクトリア州の新たな試み――」）
- 第7回学会奨励賞（2012年）京極 重智（第23巻2号掲載「「認知症高齢者の世界」に「寄り添う」ことへの一考察」）
- 第6回学会奨励賞（2011年）木下 衆（第22巻2号掲載「家族会における「認知症」の概念分析―介護家族による「認知症」の構築とトラブル修復―」）
- 第5回学会奨励賞（2010年）桑畑 洋一郎（第21巻2号掲載「ハンセン病療養所退所者の医療利用実践――沖縄の療養所退所者を事例として――」）
- 第4回学会奨励賞（2009年）該当者なし
- 第3回学会奨励賞（2008年）川北 稔（第19巻1号掲載「水俣病補償制度への申請と『病いの体験』―関西訴訟判決後の申請行動の背景―」）
- 第2回学会奨励賞（2007年）林田 康子（第18巻2号掲載「精神科作業療法における能力と援助の関係について――相互行為における教育的フレームの成立――」）
- 第1回学会奨励賞（2006年）浦野 慶子（第17巻1号掲載　「ソーシャル・キャピタルをめぐる保健医療社会学の研究展開」）